# Andrew Pickens st.
Andrew Pickens st. (13. september 1739, † 11. avgust 1817) je bil vodja milice v ameriški revoluciji. Kot plantažnik in lastnik sužnjev je razvil svojo plantažo Hopewell na vzhodni strani reke Keowee nasproti mesta Cherokee v zahodni Južni Karolini, imenovanega *Isunigu* (mesto Cherokee) v zahodni Južni Karolini. Izvoljen je bil za člana predstavniškega doma Združenih držav Amerike iz zahodne Južne Karoline. Na njegovi plantaži Hopewell je bilo s Cherokeeji sklenjenih in podpisanih več pogodb.